# Стари (Вологодская область)
Стари — деревня в Бабушкинском районе Вологодской области.
Входит в состав сельского поселения Бабушкинское (до 2016 года входила в Демьяновское сельское поселение), с точки зрения административно-территориального деления — в Демьяновский сельсовет.
Расстояние по автодороге до районного центра села имени Бабушкина составляет 28 км, до деревни Демьяновский Погост — 3 км. Ближайшие населённые пункты — Тарабукино, Лодочная, Демьяновский Погост.
Население по данным переписи 2002 года — 3 человека.